# سانتا كروتشي كاميرينا
سانتا كروتشي كاميرينا (بالإيطالية: Santa Croce Camerina)‏ هي بلدية في مقاطعة راغوزا في صقلية الإيطالية.

## السكان
في سنة 1861 بلغ عدد السكان 2٬995 نسمة، وتطور العدد ليصل في سنة 2011 لـ 9٬452 نسمة.
يظهر هذا المخطط البياني تطور النمو السكاني لـ سانتا كروتشي كاميرينا